# Graninge
Graninge is een plaats in de gemeente Sollefteå in het landschap Ångermanland en de provincie Västernorrlands län in Zweden. De plaats heeft 66 inwoners (2005) en een oppervlakte van 24 hectare.